# 2004 في الفلبين
فيما يلي قوائم الأحداث التي وقعت خلال عام 2004 في الفلبين.

## سياسة

### تعيين في المنصب
- 30 يونيو – مارس روكساس عضو مجلس الشيوخ الفلبيني.
- 30 يونيو – الفريدو ليم عضو مجلس الشيوخ الفلبيني.
- 30 يونيو – خوان بونس إنريل عضو مجلس الشيوخ الفلبيني.
- 30 يونيو – مارس روكساس عضو مجلس الشيوخ الفلبيني.
- 30 يونيو – ميريام ديفينسور سانتياغو عضو مجلس الشيوخ الفلبيني.
- 30 يونيو – نولي دي كاسترو نائب رئيس الفلبين [الإنجليزية]‏.
- 8 نوفمبر – بنيغنو آكينو نائب رئيس مجلس النواب الفلبيني [الإنجليزية]‏.

### انتهاء فترة المنصب
- 30 يونيو – روبرت جاورسكي عضو مجلس الشيوخ الفلبيني.
- 30 يونيو – غريغوريو هوناسان عضو مجلس الشيوخ الفلبيني.
- 30 يونيو – لورين يغاردا عضو مجلس الشيوخ الفلبيني.
- 30 يونيو – نولي دي كاسترو عضو مجلس الشيوخ الفلبيني.

## أفلام
من الأفلام التي صدرت هذه السنة في الفلبين:
- 1 يناير – تطور الأسرة الفلبينية من إخراج لاف دياز.

## مواليد

### أغسطس
- 19 أغسطس – منى العلوي عارضة فلبينية.

## وفيات

### يناير
- 27 يناير – سلفادور لوريل (مواليد 1928) سياسي فلبيني.

### أغسطس
- 2 أغسطس – ارتورو تولنتينو (مواليد 1910) سياسي فلبيني.

### ديسمبر
- 14 ديسمبر – فرناندو بو (مواليد 1939) ممثل فلبيني.